# كريستي جارنر
كريستي جارنر (بالإنجليزية: Christie Garner)‏ (2 ديسمبر 1973 - ) هي لاعبة كرة طائرة الولايات المتحدة.